# Conus figulin
Conus figulin é uma espécie de gastrópode do gênero Conus, pertencente a família Conidae.